# Aurimont
Aurimont (en francès Aurimont) és un municipi francès situat al departament del Gers i a la regió d'Occitània.

## Geografia

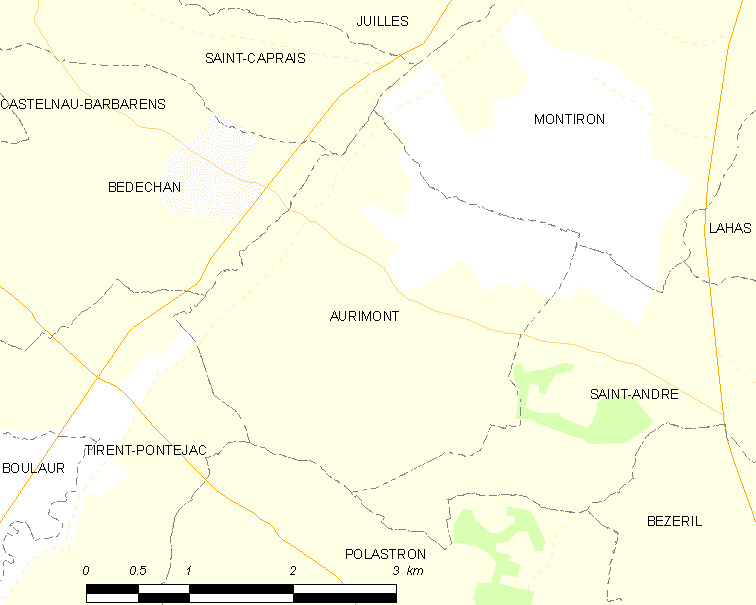
Mapa de la comuna de Aurimont

## Història
Es tracta d'una bastida fundada el 1287 per Eustache de Beaumarchès amb la corregència del monestir de Saramon.

## Administració i política

### Alcaldes
| Període | Identitat    | Partit |
| ------- | ------------ | ------ |
| 2001-   | André Piccin | PS     |

## Demografia
| 1962                                       | 1968 | 1975 | 1982 | 1990 | 1999 | 2006 |
| ------------------------------------------ | ---- | ---- | ---- | ---- | ---- | ---- |
| 197                                        | 143  | 107  | 123  | 129  | 134  | 133  |
| Des de 1962: població sense dobles comptes |      |      |      |      |      |      |